# Reprezentacja Maroka w piłce siatkowej mężczyzn
Reprezentacja Maroka w piłce siatkowej mężczyzn to narodowa reprezentacja tego kraju, reprezentująca go na arenie międzynarodowej.
Drużyna ta wystąpiła osiem razy na Mistrzostwach Afryki.
Marokański siatkarz Zouheir El Graoui występuje w drużynie Plusligi Stal Nysa od 2021 roku.
Natomiast kapitan tejże reprezentacji Mohammed Al Hachdadi występuje w rosyjskim klubie Biełogorje Biełgorod od 2021 roku.

## Sukcesy
Mistrzostwa Afryki:
- 3. miejsce (3x): 1976, 2013, 2015